# 2012–2013-as francia labdarúgó-bajnokság (első osztály)
A 2011–2012-es Ligue 1 a francia labdarúgó-bajnokság 74. alkalommal megrendezésre kerülő legmagasabb szintű versenye. A pontvadászat 20 csapat részvételével 2012-ben kezdődik és 2013-ban ér véget.

## Csapatok

### Kiesett csapatok
A következő csapatok estek ki az előző idényben:
- Caen
- Dijon
- Auxerre

### Feljutott csapatok
A következő csapatok jutottak fel a másodosztály előző idényéből:
- Bastia
- Reims
- Troyes

### Az induló csapatok
| Klub                | Város             | Stadion                      | Előző szezon      |
| ------------------- | ----------------- | ---------------------------- | ----------------- |
| Ajaccio             | Ajaccio           | Stade François Coty          | 16. a Ligue 1-ben |
| Bastia              | Bastia            | Stade Armand Cesari          | 1. a Ligue 2-ben  |
| Bordeaux            | Bordeaux          | Stade Chaban-Delmas          | 5. a Ligue 1-ben  |
| Brest               | Brest             | Stade Francis-Le Blé         | 15. a Ligue 1-ben |
| Evian               | Annecy            | Parc des Sports              | 9. a Ligue 1-ben  |
| Lille               | Villeneuve-d’Ascq | Grand Stade Lille Métropole  | 3. a Ligue 1-ben  |
| Lorient             | Lorient           | Stade du Moustoir            | 17. a Ligue 1-ben |
| Lyon                | Lyon              | Stade de Gerland             | 4. a Ligue 1-ben  |
| Marseille           | Marseille         | Stade Velodrome              | 4. a Ligue 1-ben  |
| Montpellier         | Montpellier       | Stade de la Mosson           | 1. a Ligue 1-ben  |
| Nancy               | Tomblaine         | Stade Marcel Picot           | 11. a Ligue 1-ben |
| Nice                | Nizza             | Stade du Ray                 | 13. a Ligue 1-ben |
| Paris Saint-Germain | Párizs            | Parc des Princes             | 2. a Ligue 1-ben  |
| Reims               | Reims             | Stade Auguste-Delaune II     | 2. a Ligue 2-ben  |
| Rennes              | Rennes            | Stade de la Route de Lorient | 6. a Ligue 1-ben  |
| Saint-Étienne       | Saint-Étienne     | Stade Geoffroy-Guichard      | 7. a Ligue 1-ben  |
| Sochaux             | Montbéliard       | Stade Auguste Bonal          | 14. a Ligue 1-ben |
| Toulouse            | Toulouse          | Stadium Municipal            | 8. a Ligue 1-ben  |
| Troyes              | Troyes            | Stade de l'Aube              | 3. a Ligue 2-ben  |
| Valenciennes        | Valenciennes      | Stade du Hainaut             | 12. a Ligue 1-ben |

## Vezetőedző-váltások

### Szezon előtti vezetőedző-változások
| Csapat    | Távozott vezetőedző | A távozás módja     | A távozás ideje  | Forrás      | Érkezett vezetőedző | A kinevezés ideje | Forrás                                                              |
| --------- | ------------------- | ------------------- | ---------------- | ----------- | ------------------- | ----------------- | ------------------------------------------------------------------- |
| Nice      | René Marsiglia      | Kirúgták            | 2012. május 21.  | foxnews.com | Claude Puel         | 2012. május 24.   | fifa.com Archiválva 2012. június 1-i dátummal a Wayback Machine-ben |
| Brest     | Corentin Martins    | Közös megegyezéssel | 2012. május 31.  | –           | Landry Chauvin      | 2012. május 31.   | sb29.com                                                            |
| Ajaccio   | Olivier Pantaloni   | Lemondott           | 2012. június 14. | foxnews.com | Alex Dupont         | 2012. június 22.  | ac-ajaccio.com                                                      |
| Marseille | Didier Deschamps    | Közös megegyezéssel | 2012. július 2.  | om.net      | Elie Baup           | 2012. július 4.   | foxnews.com                                                         |

## A bajnokság állása
| #   | Csapat              | M | GY | D | V | G+ – G– | GK | P | Megjegyzések                                    |
| --- | ------------------- | - | -- | - | - | ------- | -- | - | ----------------------------------------------- |
| 1.  | Lyon                | 2 | 2  | 0 | 0 | 5–1     | +4 | 6 | 2013–2014-es Bajnokok Ligája – csoportkör       |
| 2.  | Marseille           | 2 | 2  | 0 | 0 | 3–0     | +3 | 6 | 2013–2014-es Bajnokok Ligája – csoportkör       |
| 3.  | Bastia              | 2 | 2  | 0 | 0 | 5–3     | +2 | 6 | 2013–2014-es Bajnokok Ligája – Harmadik forduló |
| 4.  | Bordeaux            | 2 | 2  | 0 | 0 | 4–2     | +2 | 6 | 2013–2014-es Európa-liga – rájátszás            |
| 5.  | Lorient             | 2 | 1  | 1 | 0 | 4–3     | +1 | 4 |                                                 |
| 6.  | Lille               | 2 | 1  | 1 | 0 | 3–2     | +1 | 4 |                                                 |
| 7.  | Toulouse            | 2 | 1  | 1 | 0 | 3–2     | +1 | 4 |                                                 |
| 8.  | Nancy               | 2 | 1  | 1 | 0 | 2–1     | +1 | 4 |                                                 |
| 9.  | Valenciennes        | 2 | 1  | 1 | 0 | 1–0     | +1 | 4 |                                                 |
| 10. | Brest               | 2 | 1  | 0 | 1 | 1–1     | 0  | 3 |                                                 |
| 11. | Ajaccio             | 2 | 1  | 1 | 0 | 1–0     | +1 | 2 |                                                 |
| 12. | Paris Saint-Germain | 2 | 0  | 2 | 0 | 2–2     | 0  | 2 |                                                 |
| 13. | Montpellier         | 2 | 0  | 1 | 1 | 2–3     | −1 | 1 |                                                 |
| 14. | Nice                | 2 | 0  | 1 | 1 | 0–1     | −1 | 1 |                                                 |
| 15. | Saint-Étienne       | 2 | 0  | 0 | 2 | 2–4     | −2 | 0 |                                                 |
| 16. | Evian               | 2 | 0  | 0 | 2 | 2–4     | −2 | 0 |                                                 |
| 17. | Reims               | 2 | 0  | 0 | 2 | 1–3     | −2 | 0 |                                                 |
| 18. | Rennes              | 2 | 0  | 0 | 2 | 0–2     | −2 | 0 | Ligue 2                                         |
| 19. | Sochaux             | 2 | 0  | 0 | 2 | 2–5     | −3 | 0 | Ligue 2                                         |
| 20. | Troyes              | 2 | 0  | 0 | 2 | 1–5     | −4 | 0 | Ligue 2                                         |

Utolsó frissítés: 2012. augusztus 20. 
Forrás: lfp.fr (franciául) 
A rangsorolás alapszabályai: 1. összpontszám, 2. egymás elleni eredmények összpontszáma, 3. gólkülönbség, 4. szerzett gólok száma.
1A francia kupa győztese az Európa-liga csoportkörében indulhat.

2A francia ligakupa győztese az Európa-liga harmadik selejtezőkörében indulhat.
(B): Bajnokcsapat, (K): Kieső csapat, (F): Feljutó csapat, (I): Kupainduló, (R): A rájátszás győztese, (KGY): Kupagyőztes